# Mannequin - Frammenti di una donna
Mannequin - Frammenti di una donna (Puzzle of a Downfall Child) è un film del 1970 diretto da Jerry Schatzberg.

## Trama
Lou Andreas Sand, giovane donna bella ma problematica, è una famosa modella la cui vita è entrata in una spirale negativa, vive da sola in un cottage su una spiaggia, rimuginando sul suo passato, un groviglio di bugie e illusioni. Afflitta dalla dipendenza e dalla depressione, racconta la sua storia ad Aaron Reinhardt, un conoscente che sta progettando di fare un film su di lei, ma i dettagli che dà sembrano non essere del tutto veri.
Lou dichiara di aver avuto un amante che ha abusato di lei. Ha inoltre un debole per il sesso con uomini strani. Il suo destino l'ha portata a sposare Mark, un pubblicista, ma quest'ultimo aveva rinunciato proprio il giorno del loro matrimonio, episodio che porta la donna alla depressione e all'abuso di farmaci, tentando anche il suicidio.

## Distribuzione
Il film uscì nelle sale statunitensi il 16 dicembre 1970. Non arrivò mai nei cinema italiani, rimase inedito fino a giovedì 6 marzo 1986, quando venne trasmesso in seconda serata da Raitre, come quarta pellicola del ciclo "Femmina folle - estremi femminili", a cura di Enrico Ghezzi e Sergio Grmek Germani. 
Ad oggi non è ancora mai stato pubblicato in home video.